# Îlets de Rémire
Les îlets de Rémire sont un archipel de 5 îlets au large de la commune de Rémire-Montjoly :
- La Mère,
- Le Père,
- Le Malingre,
- Les Mamelles (deux îlets).

On y rajoute en général l'îlet de l'Enfant Perdu, qui est à 14,5 km au nord-ouest du Malingre. Ces ilots dépendent administrativement de la commune de Cayenne.
La seule île à avoir été habitée est l'îlet la Mère qui avait été défrichée pour l'installation d'une ferme puis d'un bagne. La présence de nombreux vestiges atteste cette époque : puits, quais, clocher, murets et quelques chemins. Un élevage de singes y avait été installé par l'institut Pasteur jusqu'en 2001. Le site est aménagé, entretenu (avec l'aide du conservatoire du littoral), et ouvert au public en 2007 ; un prestataire y propose régulièrement des visites.
Un phare est présent sur l'îlet de l'Enfant Perdu, qui était, au temps du bagne, gardé par trois prisonniers faisant, alternativement, des rotations de 3 mois (parfois plus si l'état de la mer empêchait l'accostage).

## Légende
La légende raconte que les îlets le Père et la Mère se promenaient avec leurs deux filles (les Mamelles), leur fils et leur serviteur (le Malingre) quand ils furent surpris par un raz-de-marée qui les fit tous s'échouer dans l'embouchure du Mahury à l'exception de leur fils. Celui-ci dériva alors au large de Cayenne. Il prit alors le nom d'Enfant Perdu.

## Histoire
Dès 1604, Rémire-Montjoly, alors appelée Armire, fut la résidence principale des chefs d'expédition. En 1862, la compagnie Équinoxiale y installa son administration et au début du XXe siècle, les réfugiés martiniquais de la catastrophe de la Montagne Pelée s'y installèrent.
Une histoire raconte qu'à l'époque du bagne, des bagnards étaient laissés sur l'îlet de l'Enfant Perdu pour alimenter le feu du phare pendant la nuit. Un jour, l'administration pénitentiaire oublia ces hommes. Quand le phare resta éteint, faute de carburant, personne ne le remarqua. Arrivés à court de vivres, les bagnards construisirent un radeau de bois et dérivèrent jusqu'au rivage vers Sinnamary. L'administration du bagne les reprit et les condamna pour évasion...
Les îlets de Rémire sont devenus un lieu de mémoire de l’esclavage des départements d’outre-mer (DOM).